# Stephen Baby
Pour les articles homonymes, voir Baby.
Stephen Baby (né le 31 janvier 1980 à Chicago en Illinois, aux États-Unis) est un joueur américain de hockey sur glace.

## Carrière de joueur
Il fut repêché alors qu'il évoluait avec les Gamblers de Green Bay dans la United States Hockey League par les Thrashers d'Atlanta. Au lieu de se rapporter aux Thrashers, il décida de poursuivre ses études, il joint donc le Big Red de l'Université Cornell où il y évolua durant quatre saisons. Ensuite débuta sa carrière professionnelle avec les Wolves de Chicago de la Ligue américaine de hockey, club-école des Thrashers. À sa 4e saison avec les Wolves, il fut échangé par les Thrashers au Lightning de Tampa Bay, il joint donc le club-école de ces derniers, les Falcons de Springfield.

## Statistiques
Pour les significations des abréviations, voir Statistiques du hockey sur glace.
| Saison     | Équipe                          | Ligue      |     | Saison régulière | Saison régulière | Saison régulière | Saison régulière | Saison régulière |   | Séries éliminatoires | Séries éliminatoires | Séries éliminatoires | Séries éliminatoires | Séries éliminatoires |
| Saison     | Équipe                          | Ligue      | PJ  | B                | A                | Pts              | Pun              | PJ               | B | A                    | Pts                  | Pun                  |                      |                      |
| 1997-1998  | Gamblers de Green Bay           | USHL       | 56  | 17               | 17               | 34               | 85               | 4                | 1 | 3                    | 4                    | 8                    |                      |                      |
| 1998-1999  | Gamblers de Green Bay           | USHL       | 55  | 23               | 24               | 47               | 83               | 6                | 1 | 1                    | 2                    | 4                    |                      |                      |
| 1999-2000  | Big Red de l'Université Cornell | NCAA       | 31  | 4                | 10               | 14               | 52               |                  |   |                      |                      |                      |                      |                      |
| 2000-2001  | Big Red de l'université Cornell | NCAA       | 32  | 8                | 20               | 28               | 47               |                  |   |                      |                      |                      |                      |                      |
| 2001-2002  | Big Red de l'université Cornell | NCAA       | 35  | 9                | 23               | 32               | 42               |                  |   |                      |                      |                      |                      |                      |
| 2002-2003  | Big Red de l'université Cornell | NCAA       | 36  | 8                | 33               | 41               | 60               |                  |   |                      |                      |                      |                      |                      |
| 2003-2004  | Wolves de Chicago               | LAH        | 68  | 14               | 12               | 26               | 72               | 10               | 1 | 4                    | 5                    | 6                    |                      |                      |
| 2004-2005  | Wolves de Chicago               | LAH        | 64  | 6                | 3                | 9                | 115              | 6                | 0 | 0                    | 0                    | 12                   |                      |                      |
| 2005-2006  | Wolves de Chicago               | LAH        | 39  | 7                | 15               | 22               | 44               |                  |   |                      |                      |                      |                      |                      |
| 2006-2007  | Wolves de Chicago               | LAH        | 8   | 1                | 2                | 3                | 21               |                  |   |                      |                      |                      |                      |                      |
| 2006-2007  | Falcons de Springfield          | LAH        | 23  | 2                | 1                | 3                | 24               |                  |   |                      |                      |                      |                      |                      |
| Totaux LAH | Totaux LAH                      | Totaux LAH | 202 | 30               | 32               | 62               | 276              | 16               | 1 | 4                    | 5                    | 18                   |                      |                      |

### Honneurs et trophées
- 2002 : nommé dans la 2e équipe d'étoiles de l'Eastern College Athletic Conference.
- 2003 : nommé dans la 2e équipe d'étoiles de l'est de la National Collegiate Athletic Association.

### Transactions
- 1er février 2007 : échangé au Lightning de Tampa Bay par les Thrashers d'Atlanta avec Kyle Wanvig contre Andy Delmore et Andre Deveaux.